# Prva savezna liga Srbije i Crne Gore
Prva savezna liga Srbije i Crne Gore – najwyższa klasa drużynowych rozgrywek szachowych w Serbii i Czarnogórze odbywająca się w latach 2003–2005. Organizatorem zawodów był Šahovski savez Srbije i Crne Gore. W latach 1992–2002 odbywały się mistrzostwa Federalnej Republiki Jugosławii, które organizował Šahovski savez Jugoslavije.

## Medaliści
| Sezon                                                      | 1. miejsce                         | 2. miejsce                         | 3. miejsce                         | Źródło                             |
| Prva liga Jugoslavije (Jugosławia)                         | Prva liga Jugoslavije (Jugosławia) | Prva liga Jugoslavije (Jugosławia) | Prva liga Jugoslavije (Jugosławia) | Prva liga Jugoslavije (Jugosławia) |
| ---------------------------------------------------------- | ---------------------------------- | ---------------------------------- | ---------------------------------- | ---------------------------------- |
| 1992                                                       | JIK Belgrad                        | Partizan Interkomerc Belgrad       | Radnički Belgrad                   | [ 2 ]                              |
| 1993                                                       | Agrouniverzal Zemun                | JIK Belgrad                        | Goša Smederevska Palanka           | [ 3 ]                              |
| 1994                                                       | Agrouniverzal Zemun                | JIK Belgrad                        | Jedinstvo Hivokomerc Stara Pazova  | [ 4 ]                              |
| 1995                                                       | Partizan Telefonija Belgrad        | Montenegrobanka Podgorica          | Agrouniverzal Zemun                | [ 5 ]                              |
| 1996                                                       | Agrouniverzal Zemun                | Jedinstvo Vumiks Stara Pazova      | BFC Šahmatik Belgrad               | [ 6 ]                              |
| 1997                                                       | Šahmatik BFC Stara Pazova          | Goša Smederevska Palanka           | Agrouniverzal Zemun                | [ 7 ]                              |
| 1998                                                       | Montenegrobanka Podgorica          | Agrouniverzal Zemun                | Borac Stočar Banka Čačak           | [ 8 ]                              |
| 1999                                                       | Agrouniverzal Zemun                | Radonja Bojović Nikšić             | Partizan Belgrad                   | [ 9 ]                              |
| 2000                                                       | Beko Belgrad                       | SZ Rafinerija Nowy Sad             | Milicionar Akademija Nova Belgrad  | [ 10 ]                             |
| 2001                                                       | Jugobanka Stočar Banka Čačak       | Beko Belgrad                       | SZ Rafinerija Nowy Sad             | [ 11 ]                             |
| 2002                                                       | Agrouniverzal Zemun                | Beko Belgrad                       | Kapital Banka Čačak                | [ 12 ]                             |
| Prva savezna liga Srbije i Crne Gore (Serbia i Czarnogóra) |                                    |                                    |                                    |                                    |
| 2003                                                       | Gambit Belgrad                     | Akademija Nova Belgrad             | Budućnost Podgorica                | [ 13 ]                             |
| 2004                                                       | Gambit Belgrad                     | NŠK Novi Sad                       | Budućnost Vektra Podgorica         | [ 14 ]                             |
| 2005                                                       | ŠK Beograd Grand Kafa              | Gambit Belgrad                     | NŠK Novi Sad                       | [ 15 ]                             |